# León Viejo
Le rovine di León Viejo sono un sito del patrimonio mondiale in Nicaragua. Era il sito originale della città di León e si trova presso l'attuale cittadina di Puerto Momotombo, nel Comune di La Paz Centro del Dipartimento di León. Il sito archeologico è amministrato dall'Instituto Nicaragüense de Cultura (Istituto nicaraguense di cultura).

## Storia
León Viejo fu fondata il 15 giugno 1524 dal conquistatore spagnolo Francisco Hernández de Córdoba, che fu decapitato nella Plaza Mayor (piazza principale) della città nel 1526 dal governatore Pedrarias Dávila, suo luogotenente.
Fondata dai coloni spagnoli, León Viejo aveva originariamente una popolazione nativa di circa 15 000 abitanti e si trovava sulle rive sud-occidentali del Lago di Xolotlán o Lago di Managua, a sud del vulcano Momotombo. L'area fu soggetta a frequenti attività vulcaniche, culminate nei terremoti del 1594 e del 1610.
La città non fu distrutta dal terremoto del 1610, tuttavia a causa dei danni causati alle infrastrutture e dell'attività sismica, i coloni indissero un referendum per cui decisero di ricollocare la città nella sua posizione attuale, a circa 30 chilometri (20 mi) ad ovest. Una volta abbandonata, la città vecchia fu gradualmente sepolta dalle continue emissioni di cenere e pietra vulcanica provenienti dal Momotombo e dai sedimenti lacustri.

### Ritrovamento e scavi archeologici
Le rovine di León Viejo furono scoperte nel 1967 e gli scavi iniziarono l'anno successivo rivelando che la città aveva una pianta simile ad altre città americane dell'epoca, disposta su un sistema a griglia con una piazza principale situata al centro. León Viejo occupa un'area approssimativa di 800x500 m. Intorno alla Plaza Mayor e nelle strade circostanti 16 edifici in rovina sono stati parzialmente restaurati.
La città aveva tre monasteri: "La Merced", "San Pedro" e "San Francisco", che rimasero attivi fino all'ottobre del 1559. Le rovine di La Merced e San Pedro sono state identificate, ma sono state danneggiate da disastri naturali nel corso degli anni. Nel maggio del 1982 la tempesta tropicale Alleta distrusse le mura della città. Nell'ottobre 1988 l'uragano Joan ha causato nuovi danni alle rovine e nell'ottobre 1998 l'uragano Mitch ha colpito circa il 40% del sito, danneggiando diverse case, il convento de La Merced e La Fortaleza.
León Viejo è l'unica città coloniale americana del XVI secolo che non ha mai subito alterazioni urbanistiche nel corso della sua storia; questo è stato l'argomento principale della candidatura quando è stato dichiarato dall'UNESCO Patrimonio dell'umanità nel 2000.

## Storia dell'archeologia locale
I conquistadores trovarono il paese occupato da numerose città imprenditoriali impegnate nella pratica delle arti e nelle industrie pacifiche. Il dr. Berendt, grande esploratore e studioso degli aborigeni dell'America centrale, alla luce dei risultati filologici ottenuti da lui stesso e dal diplomatico americano Ephraim George Squier (1849), nonché delle tradizioni conservate soprattutto da Oviedo, Torquemada e Herrera, riteneva che Cholutechi, Chorotegani, Diriani e Orotinesi fossero discendenti delle persone che migrarono da Cholula, in Messico. Questi popoli occuparono la maggior parte del paese dal Golfo di Fonseca a Nicoya; la continuità territoriale dei loro possedimenti era interrotta nei pressi dell'attuale città di León dai Marabios e da una colonia azteca che occupava la parte più stretta della striscia di terra tra il Pacifico e il lago Nicaragua e le isole del lago. Il re e la sua ultima capitale nazionale portavano il nome Nicarao (Conferenza letta davanti alla società geografica americana, 10 luglio 1876, dal dr. C.H. Berendt). Gli ex abitanti di questa regione hanno lasciato abbondanti resti della loro civiltà in tumuli funerari, cimiteri, ecc.
Nel 1987 Elphidio Ortega, consigliere dell'Organizzazione degli Stati americani (OAS), condusse lo scavo di 14 pozzi stratigrafici sul sito e, contrariamente a precedenti ricercatori, suggerì che l'insediamento coloniale non fosse situato nel sito originario, ma piuttosto accanto a una città preispanica. Anche Lourdes Dominguez, cittadino cubano, ha effettuato indagini in 12 pozzi, da cui ha ottenuto più di 1100 pezzi di evidenze ceramiche. Dopo la sua ricerca Dominguez ha proposto la teoria che le rovine del sito di León Viejo siano state costruite su un insediamento preispanico, poiché l'abbondanza di ceramiche era una prova sufficiente per fare una tale affermazione; questa teoria era in contraddizione con quella di Elphidio Ortega, che sosteneva che la città coloniale fosse stata fondata nelle vicinanze di un insediamento indigeno, ma non sopra di esso.
Nel 1996 Devora Ederman Cornavaca, studentessa presso l'Università della California di Los Angeles, ha ottenuto dal Dipartimento del patrimonio culturale dell'Istituto di Cultura del Nicaragua (INC) il permesso di effettuare scavi a León Viejo, volti a studiare l'impatto della società spagnola sulle popolazioni autoctone della regione. La prima area che è stata scavata si trovava vicino agli attuali limiti della città, e ha trovato prove di una possibile fucina; il secondo scavo effettuato è stato su un lotto agricolo che confinava a sud con León Viejo, in quella che oggi fa parte della zona cuscinetto del sito. Purtroppo il rapporto sui risultati finali di questo periodo di ricerca non è stato pubblicato. Ma Cornavaca precisò che l'insediamento spagnolo era situato al di fuori dell'insediamento indigeno della zona (Archeologia dell'antico Messico e dell'America centrale un'enciclopedia, Susan Toby Evans e David L. Webster: pp. 401-402).

## Indagini archeologiche
Il Dipartimento di ricerca antropologica del Museo Nazionale del Nicaragua (MNN) ha condotto scavi ed esplorazioni archeologiche a León Viejo, scavando trincee di 8 x 2 metri, orientate nord-sud.
Il materiale recuperato dagli scavi consisteva in ceramica, porcellana, metallo, resti di fauna selvatica e resti umani.
È stato ritrovato un frammento di uno strumento musicale, forse un "flauto", ricavato dai resti di un omero umano, associato a un insieme di materiali preispanici. E. Espinoza, nel suo articolo sullo "Sciamanesimo" nel Nicaragua preispanico, fa notare che l'archeologo tedesco G. Haberland registrò in una zona sepolcrale, un manufatto musicale associato a resti umani che probabilmente appartenevano a uno sciamano; da ciò dedusse che questo tipo di oggetto è legato a un rito o a una cerimonia.
Nella cattedrale è stato rinvenuto il cranio di una donna appartenente alla popolazione preispanica che presentava segni di trapanazione del cranio. Uno dei pochi casi di questo tipo di intervento chirurgico registrato nella storia dell'archeologia nicaraguense.
L'abbondanza di ceramiche, manufatti in pietra come calcedonio e basalto, e frammenti di coltelli prismatici in ossidiana, probabilmente portati da diversi luoghi di produzione nella regione centroamericana, consente di avanzare ipotesi sulle forme di commercio dei popoli preispanici. Erano queste materie prime ambite in molte grandi culture antiche che le utilizzavano per la produzione di strumenti domestici e cerimoniali.

### Sepolture di León Viejo

#### Sepoltura 1
Una prima sepoltura è stata trovata nel settore est della griglia 3D, dopo aver rimosso i primi 20 cm, alla fine del secondo livello stratigrafico, dove il suolo era morfologicamente costituito da un misto di sabbia vulcanica, argilla e pomice, per cui il marino assume un colore bianco-giallastro e una consistenza molto morbida.
Per le caratteristiche del suolo, non è stato possibile definire la morfologia della sepoltura, né sono state osservate disposizioni particolari, se non che la testa poggiava su piccole pietre vulcaniche di tufo.
La sepoltura è atipica, il cranio è sul lato sud come se guardasse il monte Momotombo, o forse il lago. La posizione in cui l'individuo era deposto non è ben definita: il suo braccio destro ha l'ulna-radio nel petto, mentre l'ulna e il radio del sinistro sono sulle ossa facciali come se si coprisse il viso, le ossa metacarpali e le falangi sono associate alla clavicola e alla scapola sinistra. È possibile che la sepoltura possa essere stata prolungata e che il cadavere sia stato seppellito quando il corpo si è irrigidito, motivo per cui la mano è sul viso. Il cranio presenta un foro nella parte superiore del parietale sinistro causato da una trapanazione circolare o da un intervento chirurgico che venne praticato sull'osso per curare qualche malattia. Inoltre, attraverso un ingrandimento elettronico è stata osservata una serie di fori causati dall'osteoporosi nella stessa regione del cranio (Comunicazione personale con il Dr. Henry Guerzten, Professore di Patologia presso l'Università della Virginia, USA)
Lo scheletro è abbastanza completo e in condizioni di conservazione accettabili, secondo i dati biometrici ottenuti dalla misurazione delle ossa è stata calcolata approssimativamente una statura compresa tra 150 e 155 cm e dall'anatomia ossea si deduce che si tratta di una giovane donna tra i 25 ei 30 anni. Tutte le parti dentali sono anatomicamente articolate e morfologicamente i denti incisivi (a forma di vanga) fanno dedurre che si tratti di un esemplare appartenente al popolo Imabita Chorotega, popolazione indigena della zona. Sopra la regione pelvica dell'esemplare sono stati trovati un sacro e un coccige e una vertebra lombare; vicino ai piedi è stato trovato un pacchetto di ossa che corrisponde alle estremità inferiori. In prossimità della testa sono stati rinvenuti resti ossei appartenenti agli arti superiori di un altro individuo, i resti umani perturbati sembrano corrispondere ad un maschio adulto maturo.
Per quanto riguarda l'interpretazione del contesto culturale di questa sepoltura, lo spazio funerario non è su un altare maggiore, ma su un'altra area di sepoltura. Sebbene questo spazio sia considerato anche un luogo privilegiato nella Chiesa, è difficile dedurre se la sepoltura sia stata alterata durante le diverse fasi di costruzione della Cattedrale, e rimane la possibilità che il cadavere abbia mantenuto il suo posto e la sua posizione.
Le prove archeologiche mostrano che c'è stato un'alterazione dei resti umani di altri esemplari, ma non con l'individuo portato alla luce nella griglia 3D e sepolto mentre guardava il vulcano. Se fosse un individuo della popolazione preispanica; allora è possibile che l'orientamento di questa persona abbia qualche legame con un rituale, un atto cerimoniale o un sacrificio umano per onorare uno dei loro dei, il Dio della montagna, il Dio delle altezze o il vulcano Momotombo. La popolazione preispanica temeva questi grandi vulcani, ma rendevano anche tributi perché associavano l'altezza ai loro dei, credevano che trovandosi nei luoghi più alti potessero entrare in contatto con uno dei loro dei.
Il gruppo di studiosi ha fatto ricorso a dati sui tipi di sepoltura registrati sia in Europa che in America: come notato da Goodwin (1945), i riti di sepoltura sono strettamente delimitati dalle usanze e la posizione e l'orientamento del corpo possono aiutare a mostrare la distribuzione di un gruppo culturale, sia nello spazio come tempo. Le variazioni nel tipo di sepoltura associate a un determinato popolo possono contribuire a determinare differenze di credenze e costumi, anche se, come ha notato Ucko (1969), l'interpretazione etnografica delle sepolture può essere rischiosa. Che vi fossero notevoli variazioni nel tipo di sepoltura anche in epoca preistorica è qualcosa che è stato lasciato chiaramente esposto Marija (1956), ma l'interpretazione non è sempre facile.
Notevole la presenza di manufatti in pietra, come frammenti di coltelli prismatici in ossidiana (vetro vulcanico), schegge di ossidiana, quarzo di calcedonio, resti di fauna selvatica corrispondenti a piccoli mammiferi, rettili, uccelli e pesci, parte di questi materiali erano associati alla ossa umane. Popoli indigeni vivevano intorno alla città, in quello che avrebbe potuto essere il più grande insediamento intorno agli Imabiti, con circa 15mila persone secondo Oviedo.

#### Sepoltura 2
Questa seconda sepoltura era situata tra il margine sud della griglia (C - 1A) e il quello settentrionale della griglia (C - 1B). Lo scheletro ha il corpo e la testa leggermente inclinati a nord-ovest, con i piedi al di sotto del primo gradino dell'altare.
La sepoltura è stata scoperta sotto i resti umani che corrispondono al secondo arcivescovo arrivato in Nicaragua nel 1540 fra Francisco Mendavia, che fu sepolto tra gli 80 e i 100 cm di profondità presso l'altare della Cattedrale. Le ossa sotto la tomba di Mendavia sono state trovate a una profondità compresa tra 160 e 180 cm. L'esemplare è stato sepolto con la testa verso ovest e la faccia rivolta verso dove sorge il sole o verso l'altare; lo scheletro era anatomicamente articolato in posizione allungata con entrambe le braccia parallelamente al femore, questa forma di sepoltura non è un'abitudine cristiana, è più associata alle sepolture preispaniche. I resti umani sono: cranio correttamente articolato, clavicole, spalla, omeri, radii, ulne, femori, vertebre cervicali, toraciche e lombari, bacino e ossa di entrambe le mani e dei piedi. I dati biometrici del campione sono i seguenti: cranio 23 cm, femore sinistro 44 cm, tibia destra 36 cm e colonna compreso il bacino 55 cm, si deduce che l'altezza dell'individuo varia tra 1,55 e 1,60 m circa. Secondo le caratteristiche biologiche ossa e denti sembrano corrispondere ad un individuo adulto di sesso femminile di circa 30-35 anni.
La maggior parte dei molari mostra un'usura molto marcata che è tipica della popolazione preispanica del Nicaragua, i molari superiori sono presentano segni di logoramento nello smalto e cuspidi dentarie ben consumate. I denti di questo esemplare sono stati confrontati con una collezione di pezzi dentali appartenenti a scavi archeologici e popolazioni indigene. Sono stati osservati problemi patologici in due frammenti dentali, il molare inferiore M1 su entrambi i lati presenta lesioni causate da carie, dall'esame tramite un ingrandimento elettronico è stato osservato un insieme di fori principalmente nelle parti prossimale e distale delle ossa lunghe che erano probabilmente affetti da osteoporosi.

### Ipotesi sulle sepolture
La città di León de Imabite, conosciuta oggi come León Viejo, è stata datata dal primo contatto europeo (1522-1524) fino al suo abbandono nel 1610. Le informazioni d'archivio suggeriscono il fatto che in quest'area vi fosse un'occupazione umana e fosse utilizzata come area di sepoltura degli indigeni imabiti. Ad esempio, sette sepolture rinvenute presso l'altare maggiore presentavano prove antropologiche e tratti caratteristici delle sepolture preispaniche. Al di sotto del suolo di occupazione spagnola si trovano inoltre 4 esemplari rinvenuti, secondo la geomorfologia stratigrafica, a una profondità compresa tra 0,60 e 1,80 m e una delle sepolture è stata trovata in un'urna funeraria con resti di animali all'interno.
Purtroppo, molti degli scheletri sono stati alterati o sono stati distrutti da diverse azioni di vandalismo che hanno limitato i risultati antropologici. Ciò ha avuto anche l'effetto che i resti umani di diversi esemplari appaiono sparsi e mescolati con altri materiali durante gli scavi. Gli incisivi (denti) che sono presenti tra i resti di osteologia umana sono a forma di vanga. Questa caratteristica ha un'alta frequenza nelle popolazioni autoctone e bassa frequenza tra la maggior parte della popolazione europea (Ubelaker, 1994: 26).
I dati biometrici antropologici di crani, mascelle e denti di questi esemplari sono la prova che appartengono alla popolazione autoctona della zona. La presenza assolutamente predominante di materiali culturali da manufatti preispanici, come 84 frammenti di coltelli prismatici di ossidiana, armi con intaglio ben definito (freccia), ceramica policroma tipo Managua, ceramica monocromatica, vasi in ceramica con impronte di tessuto e resti di fauna selvatica, sono prove tangibili dell'occupazione del sito prima dell'arrivo degli spagnoli .
I resti umani rinvenuti e riesumati durante quattro stagioni di campo effettuate a León Viejo nelle tre più importanti strutture religiose di epoca coloniale (il Convento, la Chiesa e la Cattedrale de la Mercede) hanno permesso di riconoscere 67 individui tra uomini, donne e bambini di diverse età, situati 11 nel Convento, 25 nella Chiesa e 31 nella Cattedrale. Includono resti di spagnoli, tra governanti e religiosi del vicereame.
Interpretazione dei resti umani dispersi: Questi esemplari di resti umani rinvenuti non provengono da tombe o sepolture (materiale osteologico disturbato da atti vandalici). Durante il processo di scavo sono state scoperte un totale di 25 sepolture, la maggior parte delle quali presentava ossa umane articolate e in alcuni casi in pacchetti di ossa e teschi disgiunti ma individuabili anatomicamente. Le caratteristiche di questi esemplari, non consentono la determinazione dell'origine.
In alcuni esemplari è stato possibile diagnosticare problemi patologici principalmente a livello dentale. Oltre allo scheletro considerato il più completo, sparsi nello scavo sono stati rinvenuti numerosi frammenti di resti ossei umani. Non esiste una provenienza specifica, ma è stato possibile individuare ed associare elementi biologici che permettono di dedurre che corrispondano a 5 individui di sesso maschile, frazioni scheletriche che appartenevano forse a 23 esemplari di sesso indeterminato e 4 neonati di età diverse, che sommati ammontano a un totale di 32 individui.

### Reperti archeologici recuperati durante gli scavi
Durante il processo di scavo sono stati trovati diversi oggetti che corrispondono al periodo preispanico e alcuni al periodo coloniale, questi manufatti sono stati sviluppati con diversi tipi di materia prima, ad esempio: pietra, ossa umane, argilla, metallo ecc. Il materiale è stato sistematicamente controllato.
Manufatti per reti da pesca realizzati con frammenti di ceramica di Usulután a negativo e di forma ovale, lunghi 5,5 cm, sono stati trovati al livello 6, a una profondità di 1,20 m (griglia C-3D). Un peso circolare per reti da pesca misura 3,3 cm di diametro e un frammento largo 5 cm e di forma ovale sono stati trovati nel livello 3, a una profondità di 40-60 cm (griglia C-3C). Nella griglia C-2 al livello 1 è stato rinvenuto un dispositivo con punta elaborata con ceramica rossa.

#### Ceramica preispanica
Gli esemplari trovati sono costituiti da 2239 resti di ceramica, che includono ceramica monocromatica, di modelli Lago Negro, ceramica rossa, Castello Esgrafiado, Sacasa striato, Managua policromo, Leo Punteado, Vallejo policromo, Usulután negativo, coloniale associato a Perulera e ceramica di Perulera non classificata.
All'interno del materiale registrato durante lo scavo sono stati trovati un totale di 17 vasi in ceramica monocromatica con impronte di tessuto, distribuiti nello scavo.
Sondaggio n. 1: questo sondaggio ha scoperto una struttura architettonica a forma di pozzo, costituita da un foro di circa un metro di diametro ed è stata scoperta a circa 40-50 cm di profondità. La struttura rinvenuta nella parete nord dell'edificio e nella parte superficiale prima dell'inizio della sua forma circolare, è costituita da livelli discendenti a forma di gradoni, successivamente il diametro del pozzo si allarga all'aumentare della profondità. La struttura è stata costruita sulla roccia o "matrice" nota come pietra pomice ed è stata scavata per una profondità di 2,30 m. La struttura non era morfologicamente definita e non si sa quale fosse la sua destinazione; per chiarire questi aspetti è necessario effettuare ulteriori scavi.
Reperti litici: Ossidiana: l'analisi è stata condotta su 175 reperti rinvenuti nello scavo presso l'altare maggiore delle rovine della Cattedrale. Il processo analitico ha tenuto conto delle caratteristiche morfologiche tecnologiche, basate sulla qualità del materiale. Poiché il campione non presentava una grande diversità di tipi e rifiuti, i manufatti sono stati classificati in tre categorie fondamentali: frammenti di nucleo, schegge e coltelli. Le categorie basate sugli strumenti di pietra sono: punte, coltelli, raschietti, asce, metate e mole o pestelli.
Coltelli: sono schegge che hanno una lunghezza doppia rispetto alla larghezza e bordi laterali paralleli. Sono considerati uno strumento di taglio superiore e associati a livelli socioculturali più complessi. I rasoi prismatici rappresentano l'apogeo tecnologico degli strumenti perché ci sono molti passaggi complicati per realizzarli (Finlayson in Lange, 1996. Pagina: 139).
Sono stati trovati in totale 83 manufatti o coltelli prismatici, di cui 50 sembrano essere stati fabbricati con materie prime provenienti da Ixtepeque in Guatemala. 26 manufatti o frammenti sono stati identificati come probabilmente fabbricati con materie prime provenienti da Chayal, in El Salvador. 6 degli oggetti sono stati realizzati con materie prime provenienti da Guinope, in Honduras. E un manufatto è di origine indeterminata. Dai rifiuti litici (schegge) sono stati registrati 31 frammenti di cui 11 sembrano provenire da Ixtepeque, Guatemala; 8 da Chayal, El Salvador, e 12 chip sembrano essere materia prima portata da Guinope, Honduras.
Quarzo: Un frammento è stato registrato nella parte superiore di un reperto archeologico con motivi antropomorfi, mostra solo una parte di un volto con uno dei suoi occhi, realizzato con pietra grigia. I resti totali di pietre di quarzo raccolte sono 13, di cui 3 considerati frammenti di possibili manufatti e 10 scarti (schegge).
Calcedonio: sono stati rinvenuti due pezzi di questo materiale, una punta di lancia completa con base, a forma di foglia: misura 3,8 cm di lunghezza ed è larga nella parte prossimale 0,5 cm, 0,6 cm nella parte mediale e da 0,1 a 0,2 cm in quella distale. Una punta di freccia a forma di foglia con il suo peduncolo disegnato come per essere montato su un manico di legno o altri materiali; le dimensioni sono: lunghezza 2,5 cm, larghezza prossimale 0,6 cm, mediale 0,8 cm, e distale 0,2 cm.
Questo oggetto è considerato uno dei più completi, ben realizzati e definiti, presenta un ottimo stato di conservazione nella sua morfologia; sebbene sia stata notata una certa usura su entrambi i lati, da cui si deduce che sono stati utilizzati il tagliente e le sue punte funzionali. Questo manufatto è considerato un'arma da caccia per animali di piccola taglia o per un'attività più delicata e specifica. La sua qualità, il disegno e la finitura lasciano dedurre che sia stato realizzato da persone specializzate in questo tipo di strumenti. È stato trovato con resti preispanici di ceramica, animali e umani.
Riepilogo litico: 175 frammenti litici sono stati recuperati e sono stati classificati come segue: 92 sono considerati frammenti di manufatto, 77 scarti o schegge, 4 residui di nucleo, 2 residui di pietra verde. Due di questi strumenti per le loro eccellenti condizioni sono stati identificati nella categoria dei manufatti completi (in calcedonio) e, in ordine d'importanza, è maggiore la frequenza di manufatti (frammenti) di coltelli prismatici di ossidiana (83), probabilmente realizzati con materia prima da diverse fonti nella regione dell'America centrale. Ciò consente un'interpretazione del commercio, lo scambio di materie prime o oggetti, che si sviluppò tra gli insediamenti preispanici che si trovavano nell'area di León Viejo (Imabita) e di altre città dell'America centrale.
Metallo: un campione di metallo è costituito da un numero di chiodi e frammenti (63) di diverse forme e dimensioni, spilli (4) e residui metallici indeterminati. Tutti questi oggetti hanno tracce di legno marcio e di decomposizione (ossidazione). C'era un pezzo di metallo a forma di "chiave" 4.7 lungo cm.
Resti di animali presso l'altare maggiore della Cattedrale: i campioni totali di animali in termini quantitativi sono molto piccoli, ma anche così sono stati raccolti resti di diversi esemplari che forniscono preziose informazioni alla ricerca. I resti animali raccolti nello scavo sono stati separati nell'ordine tassonomico più accettato: molluschi (47), pesci (53), rettili (21), anfibi (2), uccelli (37) e mammiferi (287).

### Conclusione
Sulla base di test di laboratorio eseguiti su resti osteologici è facile determinare che predominano i resti archeologici provenienti da gruppi sociali preispanici che abitavano il luogo, pur considerando l'importanza storico culturale delle sepolture riscontrate.
Un altro elemento che fornisce dati importanti sono i resti animali ritrovati associati ad altre testimonianze culturali. È possibile ipotizzare il consumo umano di diverse specie appartenenti a gruppi zoologici: grandi e piccoli mammiferi, uccelli, rettili, pesci e molluschi. Questi documenti consentono speculazioni sugli ecosistemi che esistevano nell'area e quindi sulla possibile dieta degli abitanti della regione durante i tempi preispanici e storici.
Parallelamente a questi studi, si è ottenuta una serie di dati relativi agli aspetti architettonici e ai sistemi costruttivi delle strutture interessate dall'indagine. La presenza di materiali culturali appartenenti al primo periodo coloniale nel sito, per quanto riguarda gli utensili, è pressoché nulla: il campione si riduce a pochi frammenti di chiodi da sarcofagi e probabilmente resti di ferro e chiodi utilizzati nella costruzione di edifici.
I documenti archeologici consentono di presumere che esistano cronologie diverse per il sito di León Viejo. Considerando i risultati, le conclusioni e le ipotesi della ricerche precedenti, si ritiene che le conclusioni dell'archeologo Lourdes Dominguez in qualche modo corrispondano ai risultati della ricerca attuale, in quanto gli spagnoli costruirono i loro edifici su depositi culturali o su un insediamento che apparteneva alla popolazione preispanica del luogo. Ciò non esclude la possibilità che gli spagnoli costruissero e imponessero il loro luogo di culto in un sito in cui si riuniva la popolazione indigena, forse la piazza principale delle comunità indigene della zona.